# 506

## Evenimente
- Alaric II promulgă codul de legi Lex romana visigotorum (Breviarul lui Alaric).
- Se încheie primul război bizantino-persan (502 - 506) fără modificări teritoriale.